# Progresivní aliance
Progresivní aliance (PA, anglicky: Progressive Alliance) je celosvětová sociálně-demokratická politická organizace, sdružující sociálně-demokratické, sociálně liberální a další socialistické politické strany. Aliance tvrdí, že má po celém světě 117 členských stran 28 organizací.

## Historie
Organizace byla založena v roce 2013 na světové konferenci v Lipsku, jenž se snažila vybudovat novou volně spojenou organizaci, bez jednotného vedení jako alternativa k Socialistické internacionále. Vytvoření společenství vedl také impuls nespokojenosti s financováním v Socialistické internacionále.

## Členské strany
Výběr členských stran (k 3/2025):
| Země               | Strana                                        | Zkratka      | Vláda          |
| ------------------ | --------------------------------------------- | ------------ | -------------- |
| Austrálie          | Australská strana práce                       | ALP          | ve vládě       |
| Belgie             | Socialistická strana                          | PS           | v opozici      |
| Belgie             | Socialistická strana - jinak                  | sp.a         | ve vládě       |
| Benin              | Demokraté                                     | LD           | v opozici      |
| Bolívie            | Socialistické hnutí                           | MAS          | ve vládě       |
| Brazílie           | Strana pracujících                            | PT           | ve vládě       |
| Brazílie           | Brazilská socialistická strana                | PSB          | ve vládě       |
| Bulharsko          | Bulharská socialistická strana                | BSP          | v opozici      |
| Chile              | Socialistická strana Chile                    | PS           | ve vládě       |
| Chile              | Strana pro demokracii                         | PPD          | ve vládě       |
| Česko              | Sociální demokracie                           | SOCDEM       | mimo parlament |
| Dánsko             | Sociální demokraté                            |              | ve vládě       |
| Chorvatsko         | Sociálně demokratická strana Chorvatska       | SDP          | v opozici      |
| Evropská unie      | Strana evropských socialistů                  | PES          | ve vládě       |
| Finsko             | Finská sociálně demokratická strana           | SDP          | v opozici      |
| Francie            | Socialistická strana                          | PS           | v opozici      |
| Indie              | Indický národní kongres                       | INC          | v opozici      |
| Irák               | Vlastenecká unie Kurdistánu                   | YNK          | mimo parlament |
| Irsko              | Labouristická strana                          |              | v opozici      |
| Itálie             | Demokratická strana                           | PD           | v opozici      |
| Izrael             | Demokraté                                     | HaDemokratim | v opozici      |
| Kosovo             | Vetëvendosje!                                 | LV           | ve vládě       |
| Libanon            | Pokroková socialistická strana                | PSP          | ve vládě       |
| Lotyšsko           | Sociálně demokratická strana „Shoda“          | SC           | mimo parlament |
| Lucembursko        | Lucemburská socialistická dělnická strana     | LSAP         | v opozici      |
| Maďarsko           | Maďarská socialistická strana                 | MSZP         | v opozici      |
| Mongolsko          | Mongolská lidová strana                       | MAN          | ve vládě       |
| Nepál              | Nepálský kongres                              | NC           | ve vládě       |
| Německo            | Sociálně demokratická strana Německa          | SPD          | ve vládě       |
| Nizozemsko         | Strana práce                                  | PvdA         | v opozici      |
| Norsko             | Strana práce                                  | AP           | ve vládě       |
| Nový Zéland        | Novozélandská strana práce                    | NZLP         | v opozici      |
| Palestina          | Fatah                                         |              | ve vládě       |
| Palestina          | Palestinská národní iniciativa                | PNI          | v opozici      |
| Portugalsko        | Socialistická strana                          | PS           | v opozici      |
| Rakousko           | Sociálně demokratická strana Rakouska         | SPÖ          | ve vládě       |
| Rumunsko           | Sociálně demokratická strana                  | PSD          | ve vládě       |
| Řecko              | Panhelénské socialistické hnutí               | PASOK        | v opozici      |
| Severní Makedonie  | Sociálně demokratický svaz Makedonie          | SDSM         | v opozici      |
| Slovinsko          | Sociální demokraté                            | SD           | ve vládě       |
| Spojené království | Labouristická strana                          | LP           | ve vládě       |
| Srbsko             | Demokratická strana                           | DS           | v opozici      |
| Španělsko          | Španělská socialistická dělnická strana       | PSOE         | ve vládě       |
| Švédsko            | Švédská sociálně demokratická strana dělnická | SAP          | v opozici      |
| Švýcarsko          | Sociálně demokratická strana Švýcarska        | SP           | ve vládě       |
| Turecko            | Republikánská lidová strana                   | CHP          | v opozici      |
| Turecko            | Strana zelené levice                          | DEM          | v opozici      |
| USA                | Demokratická strana                           | D            | v opozici      |
| Západní Sahara     | Fronta Polisario                              |              | ve vládě       |

Bývalí členové:
- Gruzie: Gruzínský sen
- Izrael: Izraelská strana práce, Merec (sloučeny do strany Demokraté)
- Polsko: Svaz demokratické levice
- Slovensko: SMER – sociálna demokracia